# Kat (informatique)
Pour les articles homonymes, voir Kat.
Kat était un logiciel libre destiné à indexer les fichiers présents sur un ordinateur, afin de faciliter la recherche de documents. En cela, il était similaire à Beagle ou Strigi sous Linux, Google Desktop Search sous Windows ou Spotlight sous Mac OS X.
Initialement développé pour l'environnement graphique KDE par Roberto Cappuccio et Laurent Montel, des développeurs de Mandriva, le projet a été abandonné avec l'arrivée de la distribution Mandriva Linux 2007. Il avait en effet causé des problèmes de performances, et une des premières actions de nombreux utilisateurs de la Mandriva Linux 2006 après une installation fraîche était de désinstaller Kat.
Kat était développé en C++, et utilisait les bibliothèques Qt3, KDE et KIO, ainsi que la base de données SQLite.